# Eucera cordleyi
Eucera cordleyi är en biart som först beskrevs av Henry Lorenz Viereck 1905. Den ingår i släktet långhornsbin och familjen långtungebin. Inga underarter finns listade i Catalogue of Life.

## Beskrivning
Arten är ett medelstort bi, honan har en kroppslängd på omkring 14 mm, hanen på 11 till 13 mm. Kroppens grundfärg är svart med vita tvärband på tergiterna 2 till 4 hos honan, 3 till 6 hos hanen. Lederna på benen är rödbruna, och vingarna är mörka och halvgenomskinliga med gråbruna ribbor. Hanen har dessutom clypeus och labrum gulfärgade. Behåringen är brunaktigt orange, speciellt på mellankroppen, bleknande till nästan vitt på ansiktet, benen och undersidan av bakkroppen.

## Utbredning
Arten finns i USA och sydvästligaste Kanada (södra British Columbia), med tonvikt på västkusten.

## Ekologi
Arten är polylektisk, den flyger till blommande växter från många olika familjer, som korgblommiga växter (piggtistlar), strävbladiga växter (gullörter), ärtväxter (fodervicker), sparrisväxter (Triteleia laxa), blågullsväxter (Gilia sp.) och stenbräckeväxter (Lithophragma affine).